# Straßenbahn České Budějovice
Die Straßenbahn České Budějovice war das Straßenbahnsystem der böhmischen Stadt mit dem tschechischen Namen České Budějovice und der deutschen Bezeichnung Budweis.

## Geschichte
Im Jahr 1905 berichtete die Zeitschrift Der Bautechniker über die Verlängerung der Bewilligung für Vorarbeiten zum Bau einer normalspurigen elektrischen Kleinbahn in Budweis.
Die Zeitschrift Elektrotechnik und Maschinenbau berichtete am 3. Mai 1908, dass dem Verwaltungsrate der Internationalen Elektrizitätswerke Gesellschaft vom k.k. Eisenbahnministerium die Bewilligung für Vorarbeiten für den Bau einer elektrischen Kleinbahn in Budweis erteilt worden wäre. Die Bauarbeiten begannen im Frühling 1908.
Ein Jahr später wurde die Konzessionsurkunde im Reichsgesetzblatt publiziert. Als Konzessionärin ist die Unionbank in Wien angegeben. Die Konzessionierung erfolgte durch die Kundmachung des Eisenbahnministeriums vom 24. August 1909 betreffend die Konzessionierung mehrerer mit elektrischer Kraft zu betreibender Kleinbahnlinien im Stadtgebiet von Budweis. Konzessioniert wurden die Strecken:

„a) Vom Bahnhofe der k.k. Staatsbahnen in Budweis zur Personenhaltestelle Budweis-Altstadt der k.k. Staatsbahnlinie Wien – Eger
b) vom Radetzkyplatze zur elektrischen Zentrale nächst der Zigarrenfabrik und
c) von der Einmündungsstelle der Wiener Straße in den Ringplatz zur Personenhaltestelle Linzer Vorstadt der k.k. Staatsbahnlinie Linz – Budweis“

Die Netzstruktur war darauf ausgerichtet, die Altstadt sowohl mit dem Bahnhof Budweis als auch mit den beiden Haltepunkten in den Vorstädten zu verbinden.
Am 2. Dezember 1908 erfolgte eine feierliche Probefahrt anlässlich des 60. Regierungsjubiläums von Kaiser Franz Josef I.
Der reguläre Betrieb wurde am 15. Juni 1909 aufgenommen – somit einige Wochen bevor die Konzession in Kraft treten konnte. In den ersten Jahrzehnten wurden die Linien P und L betrieben, die nach den Endpunkten Prager bzw. Linzer Vorstadt benannt waren. Die Anfangsbuchstaben der Vorstädte lauteten auf Tschechisch gleich wie auf Deutsch, daher waren die gewählten Linienbezeichnungen in beiden Sprachen zu verstehen. Weil die Behörden zuvor eine Kreuzung der Straßenbahn mit der Eisenbahnstrecke nach Eger untersagten, musste die Strecke zum Ottilienfriedhof ersatzweise von der Gleislosen Bahn Budweis bedient werden. Sie ging viereinhalb Monate nach der Straßenbahn in Betrieb und verkehrte bis 1914 im Anschluss an die Linie P.
Das Pilsner Tagblatt berichtete am gleichen Tag über die Inbetriebnahme des Elektrizitätswerkes und der Straßenbahn und erwähnt, dass „deren hübsche Waggons allgemeine Anerkennung finden“. Berichtet wurde weiters, dass die Planung der Bauten, namentlich das Elektrizitätswerk und die Waggonremise, auf den Architekten und „Professor a. D. der deutschen Staatsgewerbeschule in Pilsen“ Ludwig Tremmel zurückgehe.
Im Jahr 1925 erwarben die Jihočeské elektrárny (JČE), die Südböhmischen Elektrizitätswerke, maßgebliche Anteile des Betreiberunternehmens. Daran anschließend wurden einige Investitionen getätigt, insbesondere im Bereich der Gleisanlagen.
Am 15. Juni 1936 erfolgte eine geringfügige Reduktion des Netzes. Ein 300 Meter langer Abschnitt der Linie L wurde stillgelegt. Als Folge davon konnte der Takt von 15 auf 12 Minuten verkürzt werden. Am gleichen Tag wurden die beiden Linien neu mit den römischen Zahlen I (ehemals L) und III (ehemals P) bezeichnet.
Am 24. März 1945 erfolgte ein Luftangriff auf die Stadt Budweis. Dabei wurde sowohl das Elektrizitätswerk als auch die Wagenhalle beschädigt. Der Triebwagen 8 wurde zerstört.

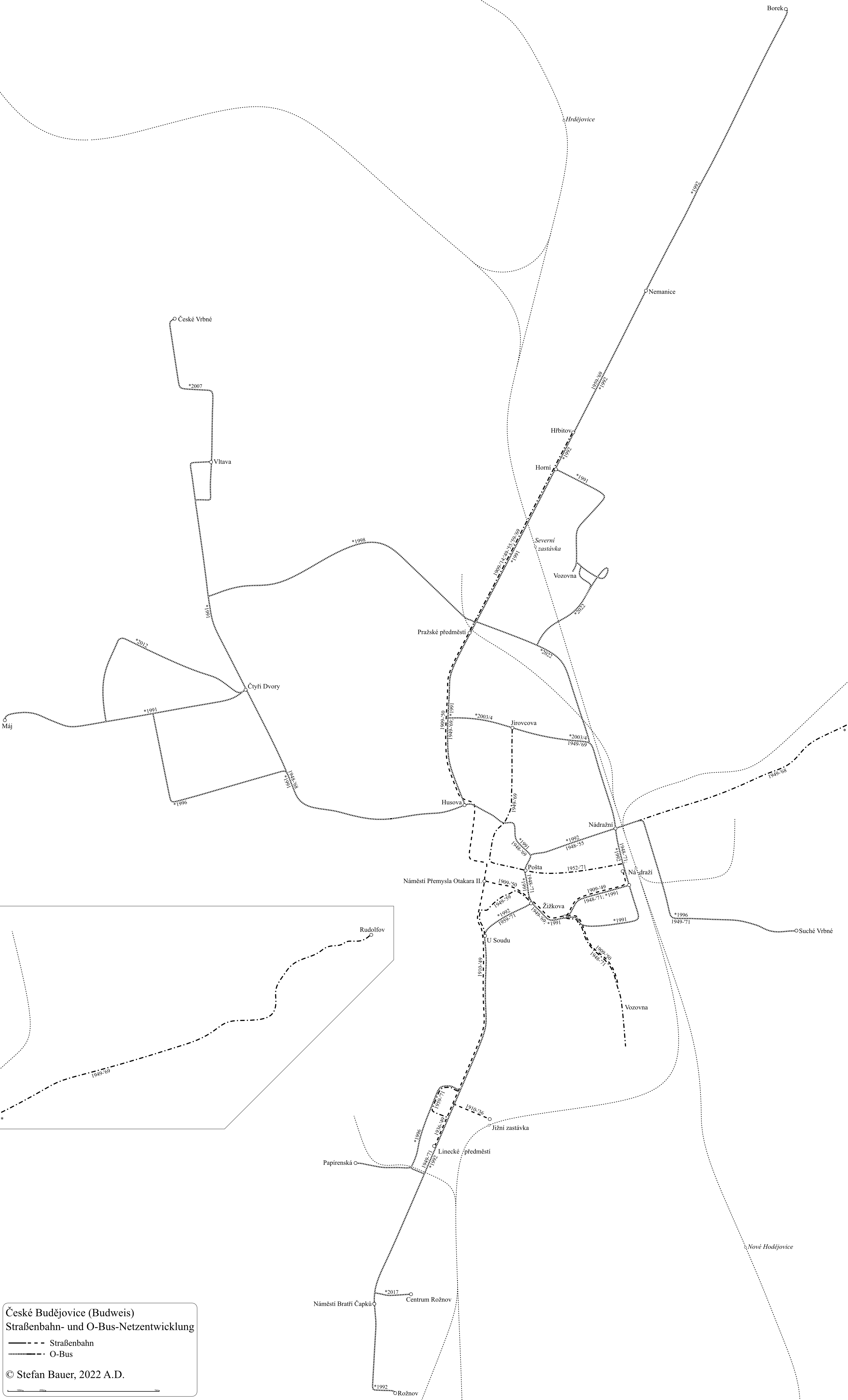
Netzentwicklung Straßenbahn und Oberleitungsbus Budweis

Am 2. März 1950 wurde der Betrieb eingestellt und durch Oberleitungsbusse ersetzt.

## Fahrzeuge
1908 lieferte Ringhoffer in Prag acht zweiachsige Triebwagen mit den Betriebsnummern 1–8, ihre elektrische Ausrüstung stammte von der AEG. Ergänzt wurden sie von den beiden Beiwagen 21 und 22. Mit Ausnahme des kriegszerstörten Triebwagens standen alle Fahrzeuge bis zur Betriebseinstellung im Einsatz, die Triebwagen gelangten danach noch zur, damals ebenfalls meterspurigen, Straßenbahn Most. Dort wurden sie zwischen 1955 und 1959 außer Dienst gestellt.

## Galerie

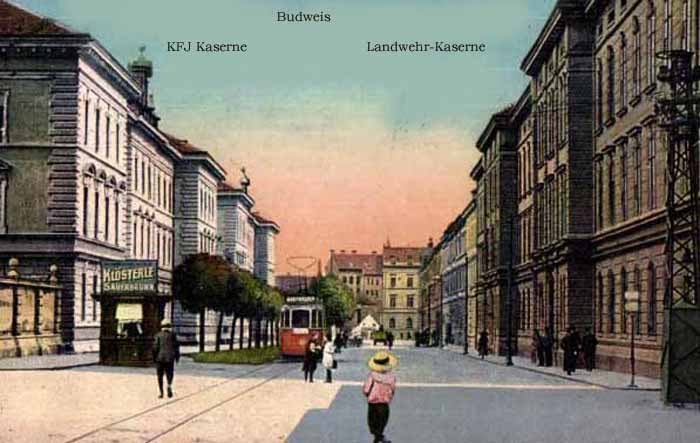
Straßenbahn zwischen Kaiser-Franz-Josef- und Landwehrkaserne
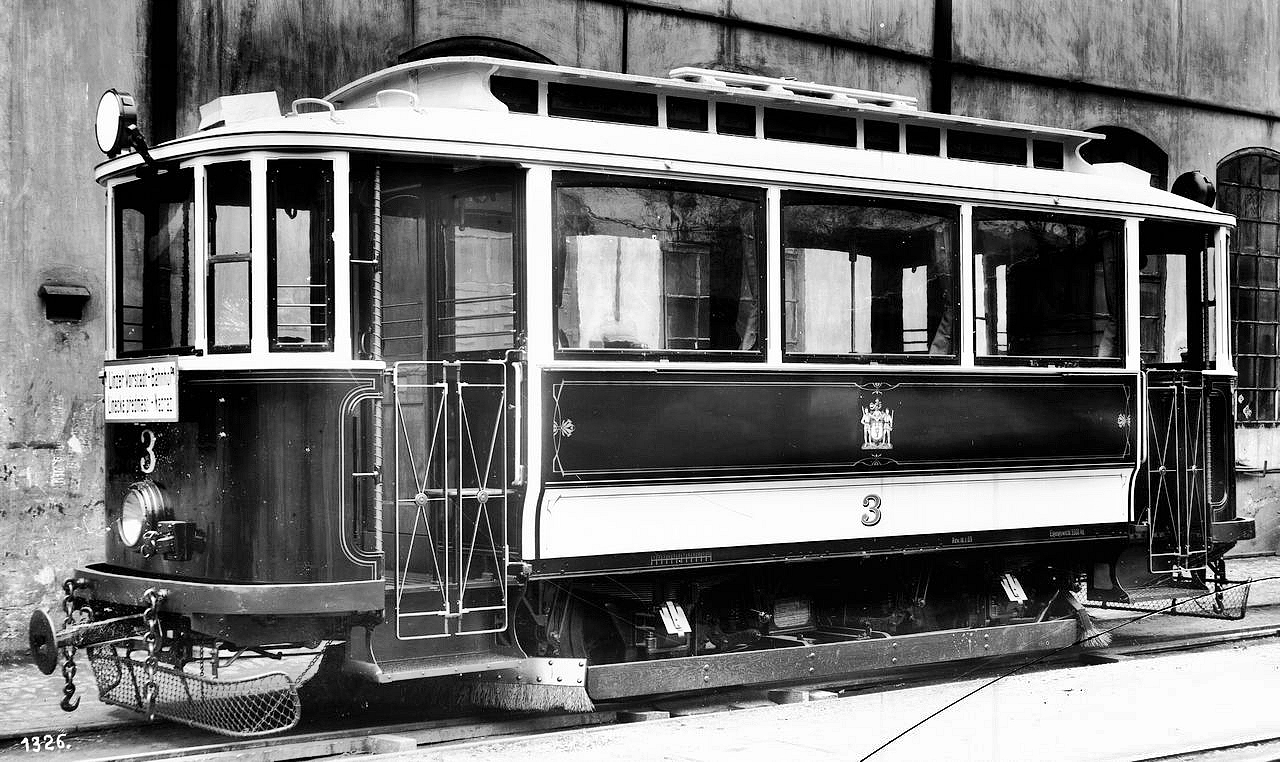
Triebwagen 3 im Ablieferungszustand
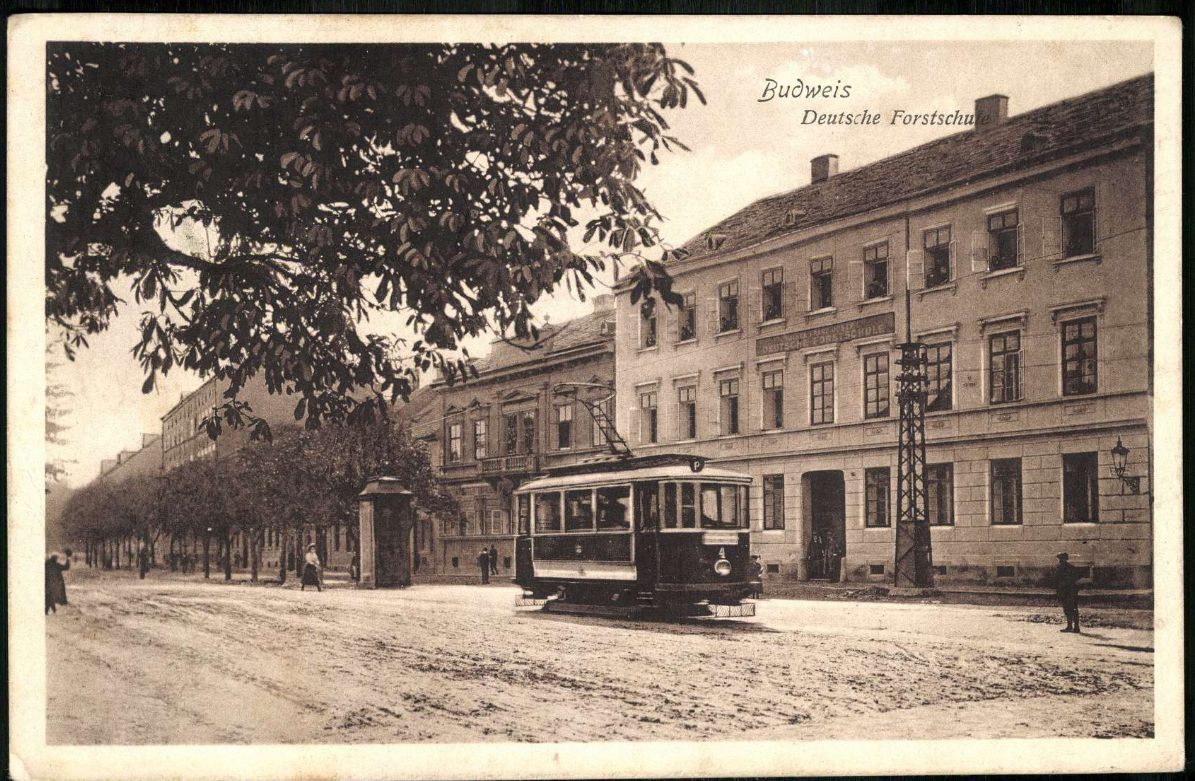
Triebwagen 4 vor der Deutschen Forstschule
Anschlusssituation zwischen Linie P und Gleisloser Bahn in der Prager Vorstadt
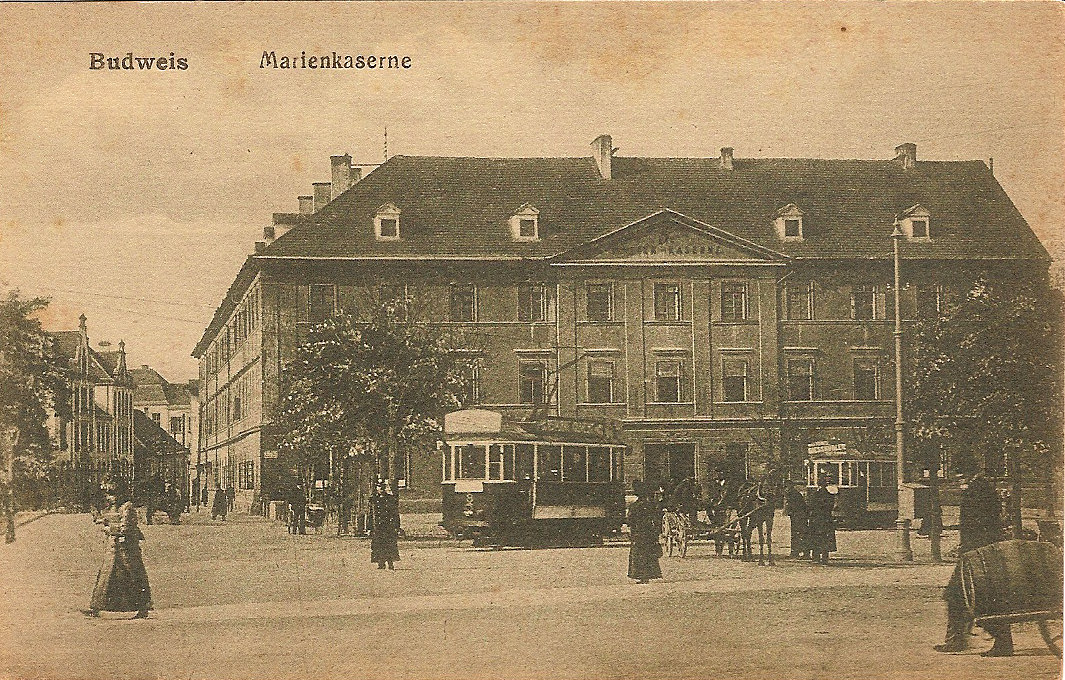
Zwei Triebwagen der Linie P bei der Marienkaserne
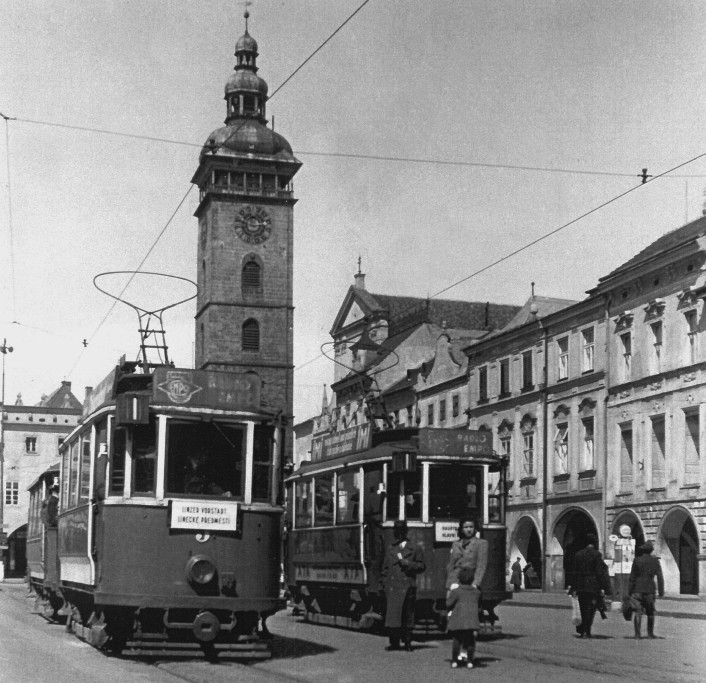
Begegnung zweier Triebwagen der Linie I, die römischen Linienbezeichnungen wurden 1936 eingeführt
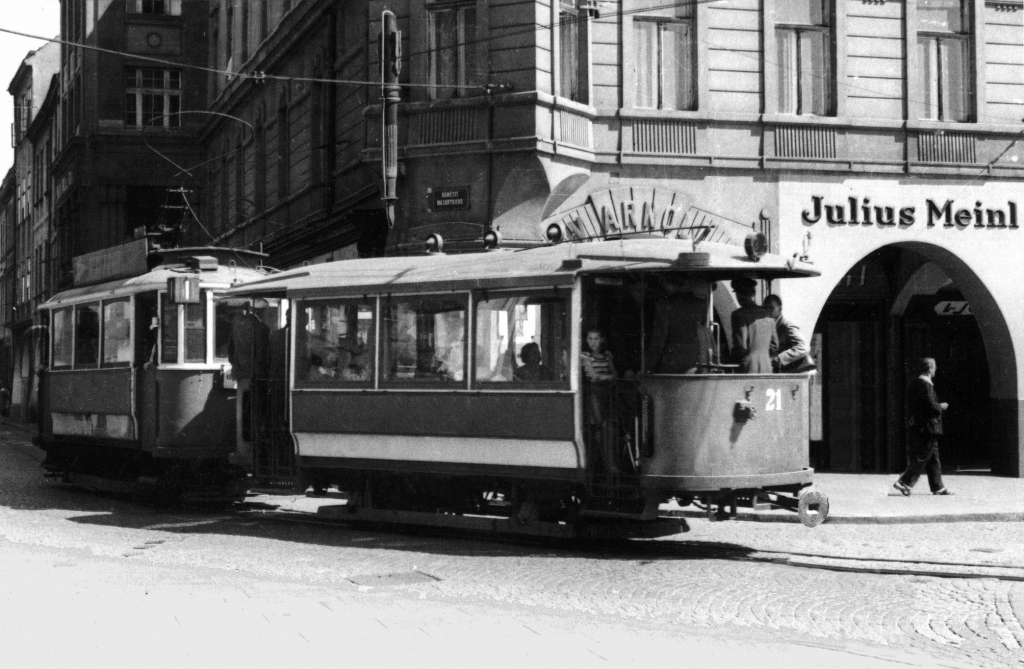
Zug der Linie I mit Beiwagen 21 vor einer Julius-Meinl-Filiale

## Relikte

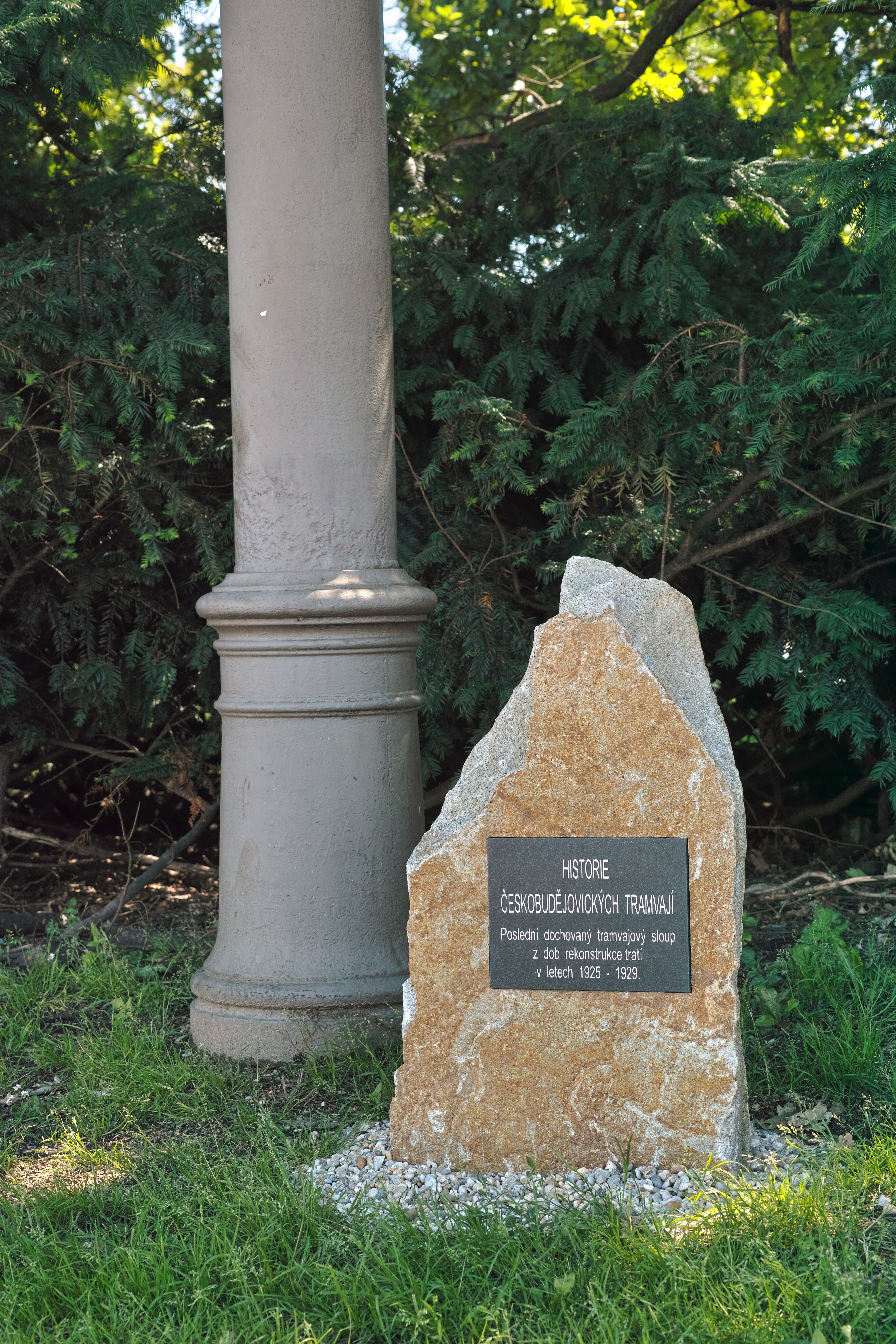
Fahrleitungsmast mit Gedenktafel

Ein ehemaliger Fahrleitungsmast wurde mit einem Gedenkstein ergänzt, mit einer Gedenktafel versehen und erinnert an den Straßenbahnbetrieb.